# Tönk (mikológia)

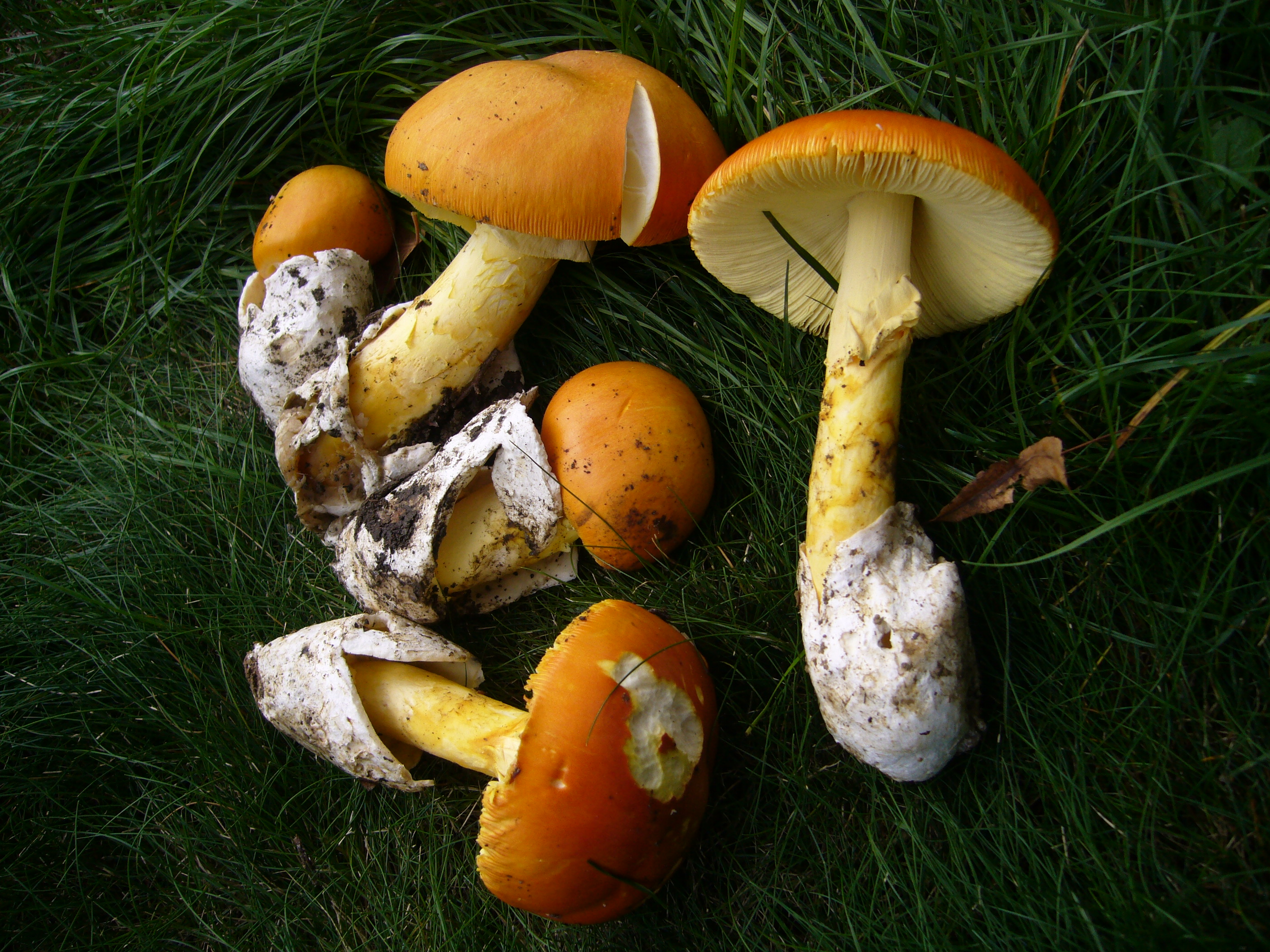
Császárgalóca (Amanita caesarea) jól fejlett bocskorral és gallérral

A mikológiában tönknek nevezik a bazídiumos gombák egyes csoportjainak termőtestén található morfológiai képződményt, amely a gomba kalapját tartja. A kalaposgombák (Agaricales) rendjének legtöbb családjában, a tinórugomba-alkatúak (Boletales) és a taplóalakúak (Polyporales) rendjében, illetve a galambgombaféléknél (Russulaceae) igen elterjedt formai jegy. Néhány tömlősgomba-családban (csészegombafélék (Pezizaceae), kucsmagombafélék (Morchellaceae)) is előfordul. Gyakran található burokmaradvány a tönk tövénél (bázisánál) bocskor (velum universale) vagy a kalap alatti részen gallér, gyűrű (velum partiale) formájában.
Szövete meddő hifákból áll, bizonyos fajoknál azonban a tönk felső részére is átnyúlhatnak a himénium generatív sejtjei. Evolúciós jelentősége a spórák jobb terjesztésében nyilvánul meg: a felszínről magasabbra emelkedő termőrétegből kiszóródó szaporítósejteket messzebbre viszi a szél és az állatok.

## A tönk határozóbélyegei

### A tönk állása
A tönk leggyakrabban középen csatlakozik a kalaphoz:
- ilyenkor centrális állásúnak nevezik, de egyes fajoknál előfordul
- excentrikus, azaz nem a központban csatlakozó, vagy
- laterális állású tönk is. Utóbbi esetben egészen szélső pontban érintkezik a kalap és a tönk (például kacskagombák (Crepidotus spp.).

### Alak és szerkezet
A tönk alakja és színe ugyanolyan változatos lehet, mint a kalapé. A legfontosabb formatípusok a következők:
| görbe             | orsós  | gyökerező | hengeres            | lefelé vékonyodó |
| felfelé vékonyodó | bunkós | gumós     | hagymaszerűen gumós | peremes-gumós    |

Az alak és a méret mellett igen fontos bélyeg a tönk szerkezete, amely hosszában elvágva válik láthatóvá. Lehet tömör (csiperkék), üreges (gesztenyetinóru (Gyroporus castaneus)); az üregek között válaszfalak is lehetnek (büdös galambgomba (Russula foetens)). A tölcsérgombák (Clitocybe spp.) tönkjében keskeny, csőszerű üreg fut. Bizonyos fajok tönkje rostos (fülőkék), de vannak kifejezetten merev, törékeny tönkű gombák is (galambgombák).

### Mintázat
A tönk felszíne sokszor mutat jellegzetes mintázatot, ami a felismerést is megkönnyíti. Az érdestinóruk (Leccinum spp.) egyik legfeltűnőbb bélyege a tönkön látható sötét korpázottság. Hasonló – bár jóval finomabb – szemcsézettség figyelhető meg a csigagombák (Hygrophorus spp.) és a fakógombák (Hebeloma spp.) tönkjének felső részén is. Az epeízű tinórut (Tylopilus felleus) a tönk hálózatos, recés mintázata alapján lehet könnyen elkülöníteni az ízletes vargányától.
| pelyhes | szemcsés, korpás | kígyóbőrszerű | hálózatos, recés | gödrös | bordázott |

### Burokmaradványok
A teljes burok (velum universale) maradványaként található egyes gombák tönkjének tövén a bocskort, ami az egyik legfontosabb határozóbélyeg a galócák, selyemgombák, bocskorosgombák esetében. A bocskor is lehet különböző méretű és alakú: a gyilkos galóca bocskora nagy, hártyaszerű, míg a légyölő és a piruló galócáé csak ránőtt pikkelyek formájában utal a korábbi burokra.
A tönkön lévő gallér vagy gyűrű a részleges burok (velum partiale) maradványa. Az őzlábgombák gyűrűje nem nőtt a tönkhöz, tologatható. Néhány csiperkefaj gallérja lelógó, ráncos (erdőszéli csiperke), másoké ránőtt gyűrűt alkot (ízletes csiperke). A pókhálósgombákon a ráhullott spóráktól barna színű, pókhálószerűen vékony gyűrű (cortina) utal az egykori burokra.
| gallér (lefelé nyitott) | gallér (felfelé nyitott) | gyűrű | „pókháló” | cortina | bocskor |